# Червена граница
Червена граница е авторски документален филм на Диляна Гайтанджиева и оператора Николай Куманов за войната в Сирия. За пръв път филмът се излъчва на 30 октомври 2013 г. по TV7. На 1 ноември 2013 година филмът е отличен с награда от Съюза на българските журналисти.

## Сюжет
Филмът показва как се бяга от войната и как се живее под земята в разказ от първо лице на оцелелите. Екипът тръгва по следите на 105 отвлечени жени и деца, част от които биват разпознати от своите близки във видеоклиповете на атаката с химическо оръжие на 21 август край Дамаск. Ще разкажат историята на последния останал жител на древното християнско селище Маалюля, в което единствено в света се говори древният арамейски език – езикът на Исус Христос. Там журналистите попадат под прицела на снайперистите от Ал Нусра.
Деца-войници, секс-джихад, канибализъм, масови кланета и етническо прочистване – така изглежда Северна Сирия, където на 1500 км от границите ни Ал-Каида обявява своя държава – Ислямска държава в Ирак и Сирия. Там действа едно от най-мощните крила на терористите – ISIS (Islamic state of Iraq and Syria). Другото крило на Ал Кайда в Сирия – фронтът Ал Нусра, контролира провинции в южна Сирия около град Дераа. Обширната територия, превзета от муджахидините, е разделена на емирства и се ръководи от местния командир на ISIS. Управлява се по законите на Шериата, а Шериатски съд раздава правосъдие чрез смърт. Екипът се среща с членове на терористичната мрежа и прекара няколко дни на фронта край Дамаск. Пред Диляна Гайтанджиева и Николай Куманов те разказвата защо отвличат жени и деца, защо убиват цивилни, защо обучават деца да убиват, защо ядат човешки сърца.